# 拉赫曼角
63°47′S 57°47′W / 63.783°S 57.783°W
拉赫曼角是南極洲的海岬，位於葛拉漢地，處於詹姆斯羅斯島的北端，由瑞典探險隊發現，以探險隊的贊助者命名，現時由南極條約體系管理。